# Helen Oyeyemi
Helen Oyeyemi, född 1984 i Nigeria, är en brittisk-nigeriansk författare. Hennes debutroman The Icarus Girl blev uppmärksammad och prisnominerad. Den kom 2006 i svensk översättning under titeln Ikarusflickan.

## Biografi
När Oyeyemi var fyra år flyttade hon med sin familj till London där hon sedan växte upp.
Hennes debutroman The Icarus Girl var finalist till Commonwealth Writers' Prize för bästa debutantbok från Eurasien och var också finalist för 2006 års British Arts Council's Decibel-utmärkelse. Andra romanen heter The Opposite House, var inspirerad av kubansk mytologi och utkom 2007. På svenska finns Ikarosflickan (2006) och novellen Det talande hjärtat publicerad i antologin Kärlek x 21 - Afrikanska noveller (2010).
Helen Oyeyemis berättarteknik innefattar hemsökta hus och multipla berättare. I ”White is for Witching” har till och med huset, Silver House, en egen röst:
| ” | One evening Miri pattered around inside me … she dragged all my windows open, putting her glass down to struggle with the stiffer latches. I cried and cried for an hour. | „ |

2013 kom Oyeyemi med i Grantas 25-i-topplista över unga brittiska författare.

### Romaner
- The Icarus Girl (2005)[5] – svensk översättning 2006[6]
- The Opposite House (2007)[7]
- White is for Witching (2009)[8] finalist i Shirley Jackson Award och vinnare 2010 i Somerset Maugham Award.
- Mr Fox (2011) [9]
- Boy, Snow, Bird (2014) [10]
- Gingerbread (2019)

### Pjäser
- Juniper's Whitening[11]
- Victimese[11]